# Nye megye
Nye megye az Amerikai Egyesült Államokban, azon belül Nevada államban található. Megyeszékhelye Tonopah, legnagyobb városa Pahrump. Lakosainak száma 51 591 fő (2020. április 1.). Nye megye Lander, Churchill, Lincoln, Eureka, White Pine, Clark, Esmeralda, Mineral és Inyo megyékkel határos.

## Népesség
A megye népességének változása:
| Lakosok száma | 43 866 | 43 316 | 42 914 | 42 297 | 42 477 | 51 591 |
|               | 2010   | 2011   | 2012   | 2013   | 2015   | 2020   |